# McArthur (Ohio)
McArthur település az Amerikai Egyesült Államok Ohio államában, Vinton megyében, melynek megyeszékhelye is. Lakosainak száma 1783 fő (2020. április 1.).

## Népesség
A település népességének változása:

| 2010 | 1 701 |
| 2020 | 1 783 |